# Kroktjärnet (Tisselskogs socken, Dalsland)
Kroktjärnet är en sjö i Bengtsfors kommun i Dalsland och ingår i Göta älvs huvudavrinningsområde. Sjön har en area på 0,0929 kvadratkilometer och ligger 96,8 meter över havet.
Kroktjärnet ligger i Högsbyn Natura 2000-område. Sjön avvattnas av vattendraget Ånebäcken.

## Delavrinningsområde
Kroktjärnet ingår i det delavrinningsområde (653440-130515) som SMHI kallar för Utloppet av Flat. Medelhöjden är 107 meter över havet och ytan är 10,58 kvadratkilometer. Det finns inga avrinningsområden uppströms utan avrinningsområdet är högsta punkten. Ånebäcken som avvattnar avrinningsområdet har biflödesordning 4, vilket innebär att vattnet flödar genom totalt 4 vattendrag innan det når havet efter 175 kilometer. Avrinningsområdet består mestadels av skog (80 procent). Avrinningsområdet har 1,71 kvadratkilometer vattenytor vilket ger det en sjöprocent på 16,2 procent.